# 果実を採る少年たち
『果実を採る少年たち』（かじつをとるしょうねんたち、西: Muchachos cogiendo fruta, 英: Boys picking Fruit）は、スペインのロマン主義の巨匠フランシスコ・デ・ゴヤが1778年に制作した風俗画である。油彩。エル・パルド王宮を装飾するための10点のタピスリーのカルトン（原寸大原画）の1つとして制作された。連作の1つ『膀胱を膨らませる子供たち』（Niños inflando una vejiga）はおそらく対作品と思われる。現在はマドリードのプラド美術館に所蔵されている。

## 制作経緯

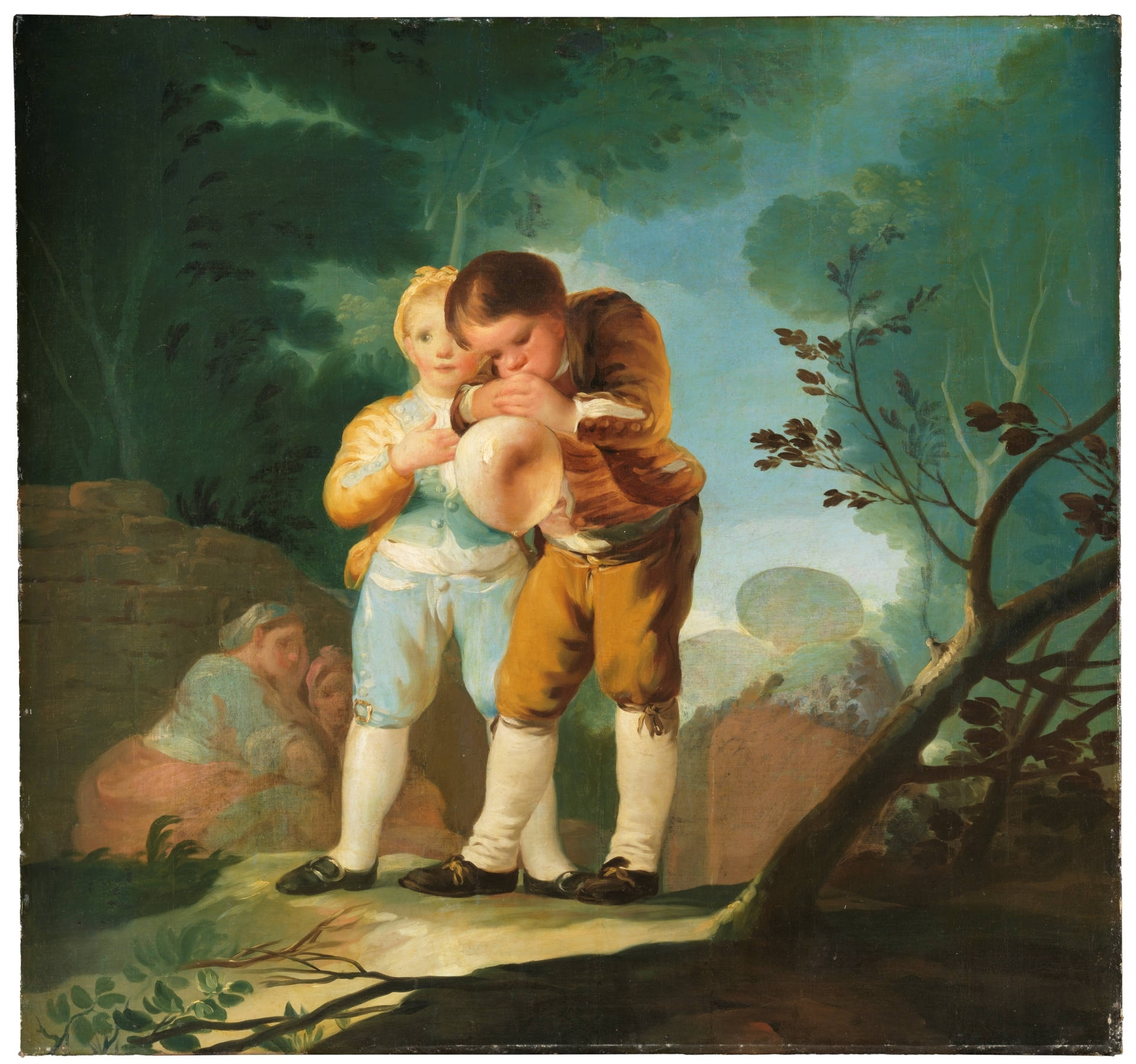
対作品の『膀胱を膨らませる子供たち』。1778年。プラド美術館所蔵。

エル・パルド王宮はマドリード郊外にある宮殿で、夏の離宮として使用された。ゴヤは1776年から1778年にかけて、この宮殿にある王太子夫妻（後のスペイン国王カルロス4世とマリア・ルイサ）の食堂の間の壁面を装飾するタピスリーのカルトンを制作した。それまではタピスリーの主題は神話画や歴史画、オランダの画家ダフィット・テニールス風の風俗画が主流であったが、ゴヤは首席宮廷画家であったアントン・ラファエル・メングスの考えを受け、当時のマドリードの人々の生活を風俗画として描くことを選択した。これにより本作品と『膀胱を膨らませる子供たち』を含む『ピクニック』（La merienda）、『マンサナレス河畔での踊り』（Baile a orillas del Manzanares）、『ベンタ・ヌエバでの喧嘩』（La riña en la Venta Nueva）、『アンダルシアの散歩道、あるいはマハとマントで顔を覆う男たち』（El paseo de Andalucía o La maja y los embozados）、『日傘』（El quitasol）、『酒飲み』（El bebedor）、『凧上げ』（La cometa）、『カード遊びをする人々』（Jugadores de naipes）の、計10点の油彩画がカルトンとして制作された。これらはいずれも「田舎」をテーマとしており、各作品の具体的な構図はゴヤによって考案された。『果実を採る少年たち』と『膀胱を膨らませる子供たち』のタピスリーは食堂の間北壁の、大画面の『凧上げ』両側にある扉の上に設置されることが意図された。

## 作品
4人の少年が木になった果実を取ろうとしている。1人の少年は四つん這いになった別の少年の背中に上って木に足を乗せると、果物が実った枝をつかんで揺らしている。他の少年はその様子を下から見つめており、帽子を構えて果物が落ちてくるのを待っている。
ゴヤの子供の描写はスペインのバロック絵画、特に果物を楽しむ子供たちを描いたバルトロメ・エステバン・ムリーリョから影響を受けていることが指摘されている。タピスリーの設置場所が鑑賞者の視線よりも高い位置であるため、低い位置に視点を取っている。空間の配置は『日傘』とよく似ており、木に登る少年がいる前景、二次的な2人の少年が立っているすぐ後ろの空間、そして簡略された風景の3つに分割されている。
本作品と『膀胱を膨らませる子供たち』はサイズが一致していること、どちらも子供を描いていることから、おそらく対作品と考えられる。この2作品は『凧上げ』、『カード遊びをする人々』とともに最後に制作された。これらの作品のうち、文脈的観点では特に『カード遊びをする人々』と結びついている。どちらの作品も即時の物質的な欲望を追求する人々を樹下に描いている点で共通している。
制作年については連作が4回に分けて納品され、3回目の納品が1777年8月であったため、それから上記の4作品が納品された翌1778年1月25日の間と考えられている。

## 来歴
絵画はスペイン王室のコレクションに由来している。制作された絵画はカルトンとして1778年1月25日にマドリードのサンタ・バルバラ王立タペストリー工場に納品された。ゴヤはその際に絵画の価格を1500レアルとする請求書を提出し、宮廷画家アンドレス・デ・ラ・カリェハスは1月27日付の署名入りの領収書でその金額を承認。さらに宮廷建築家フランチェスコ・サバティーニは3月9日にそれを追認した。1856年から1857年、絵画はマドリードの王宮に移管されたのち、1870年1月18日および2月8日の王命により、同年2月15日にプラド美術館に収蔵された。

## ギャラリー
2期連作の他のカルトン
いずれもプラド美術館に所蔵されている。

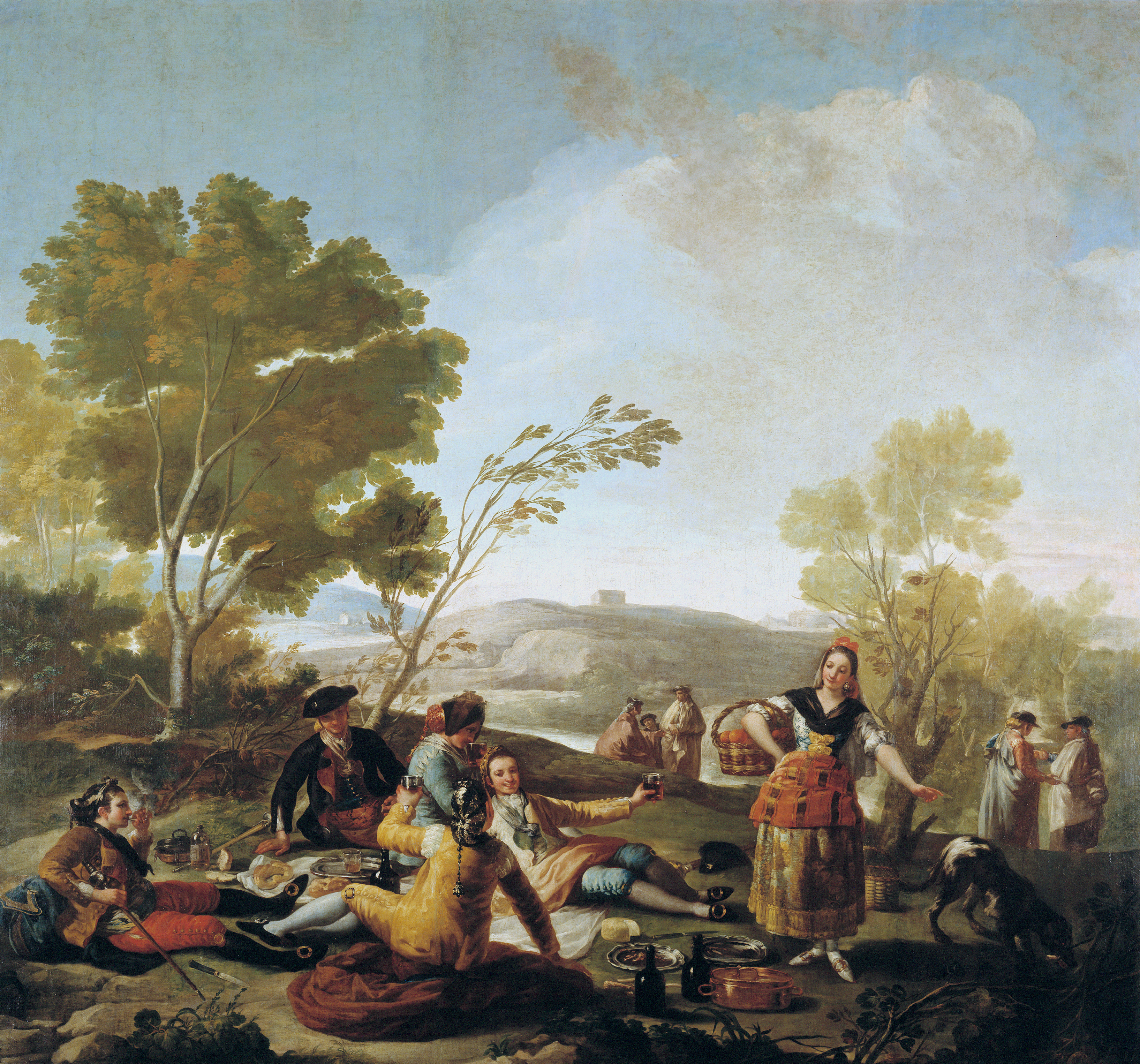
『ピクニック』1776年
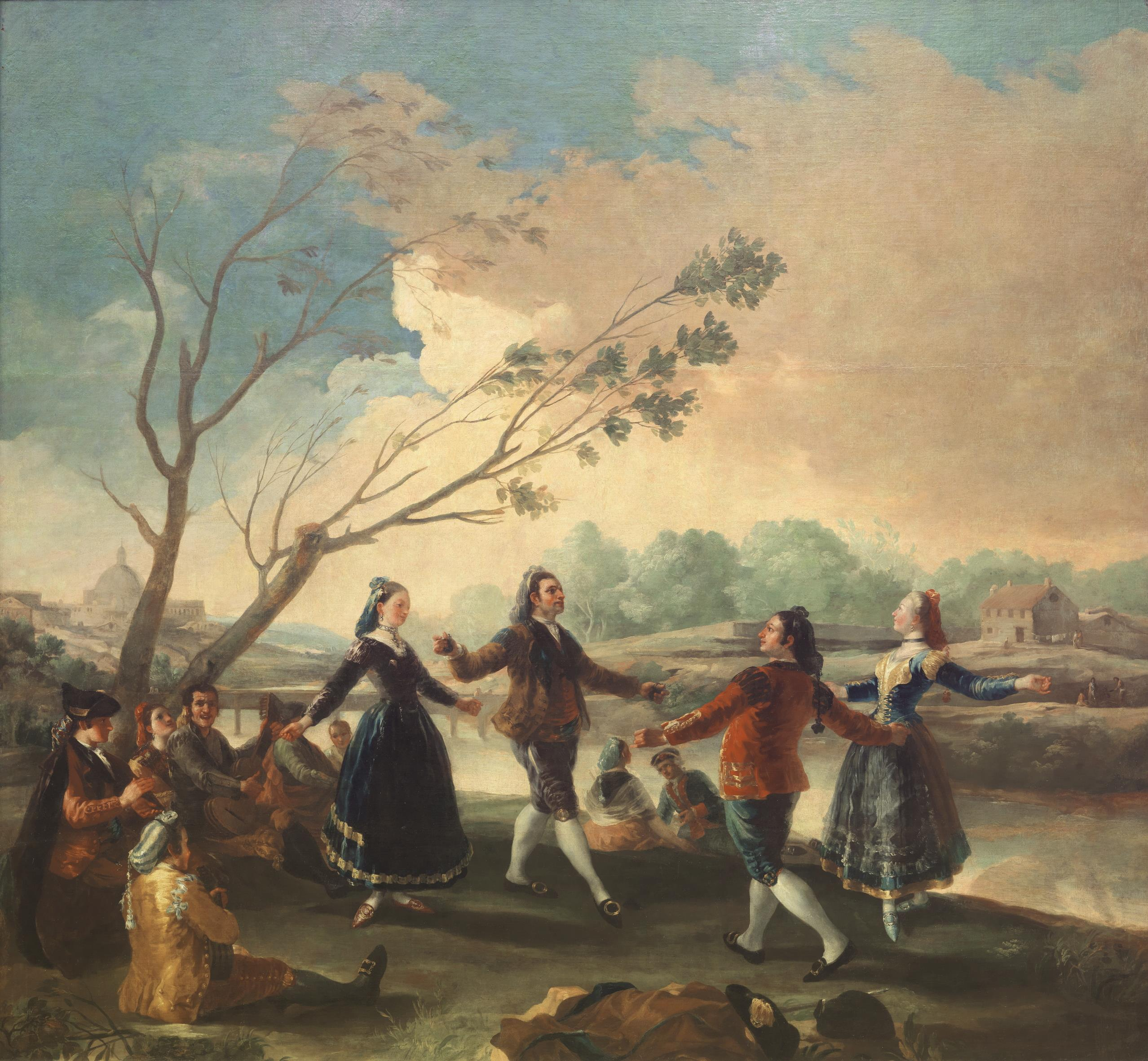
『マンサナレス河畔での踊り』1777年
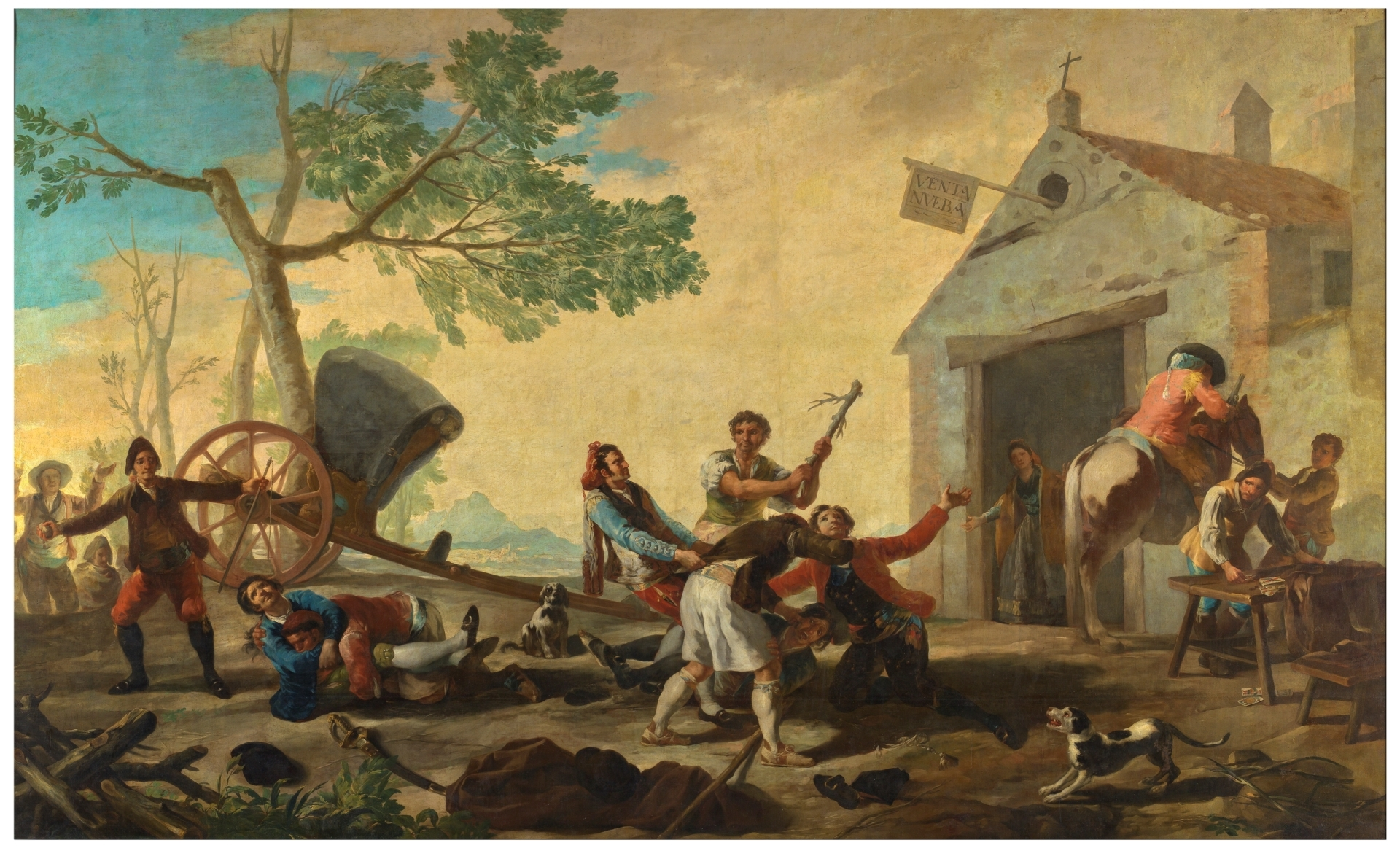
『ベンタ・ヌエバでの喧嘩』1777年
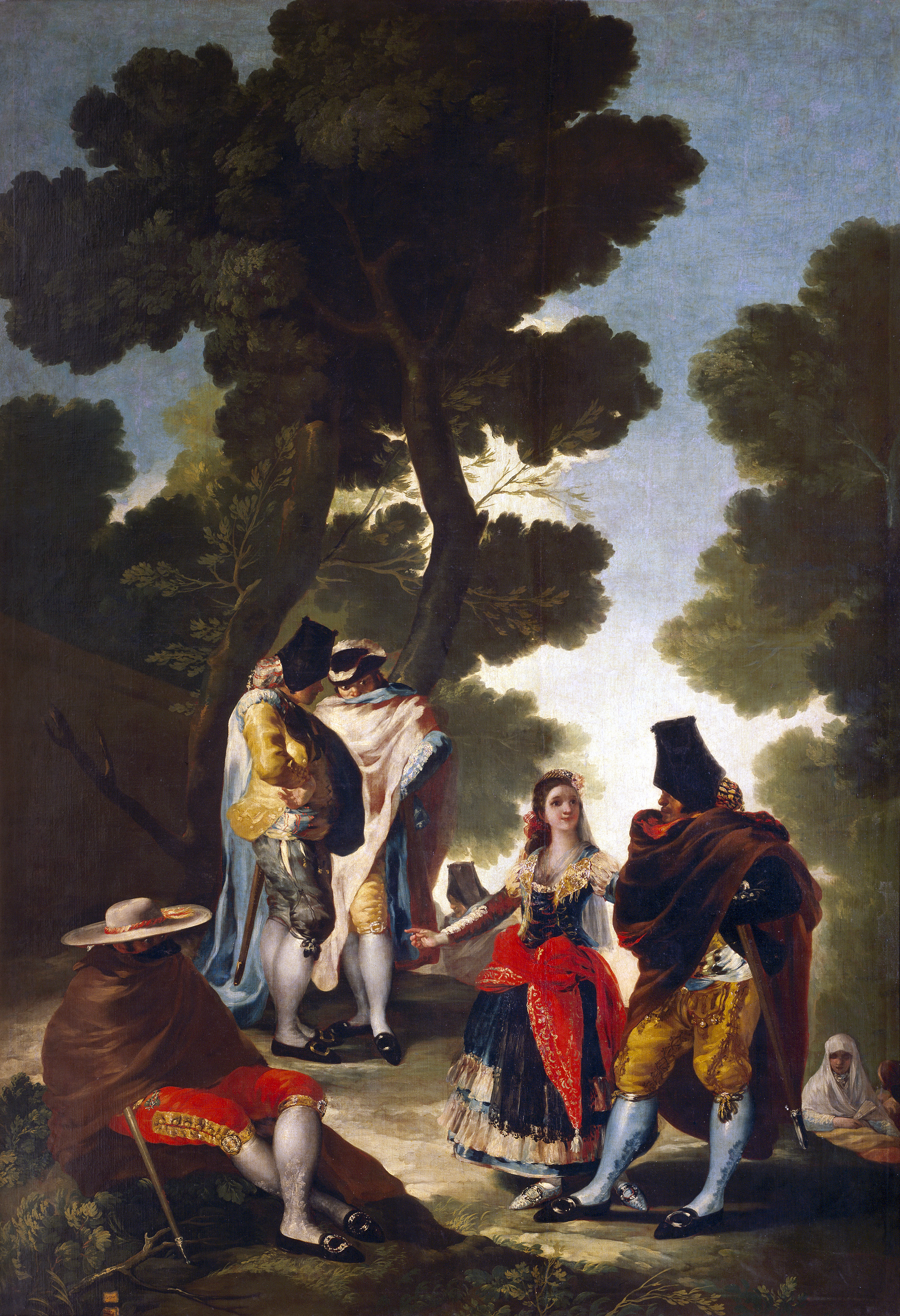
『アンダルシアの散歩道、あるいはマハとマントで顔を覆う男たち』1777年
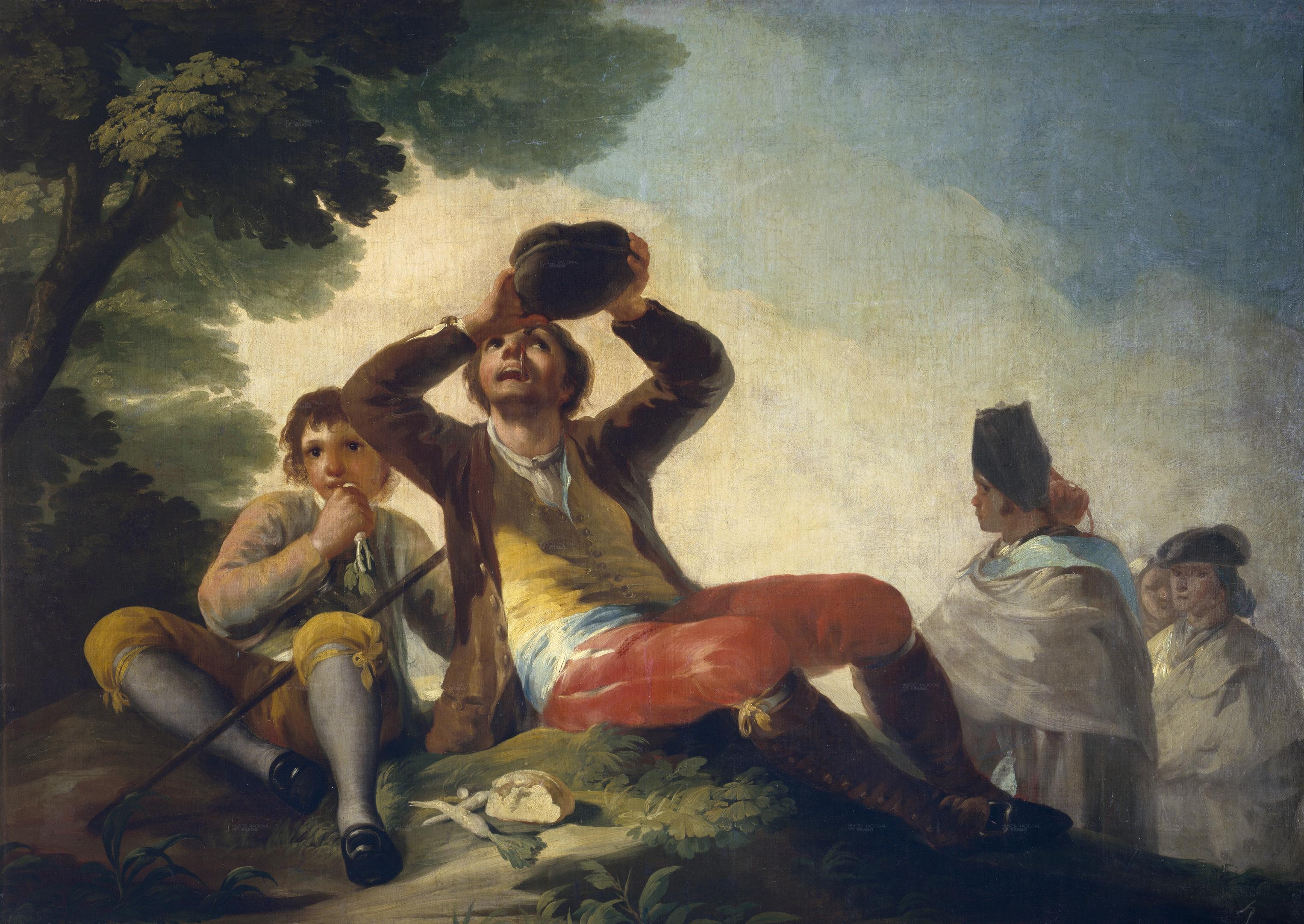
『酒飲み』1777年
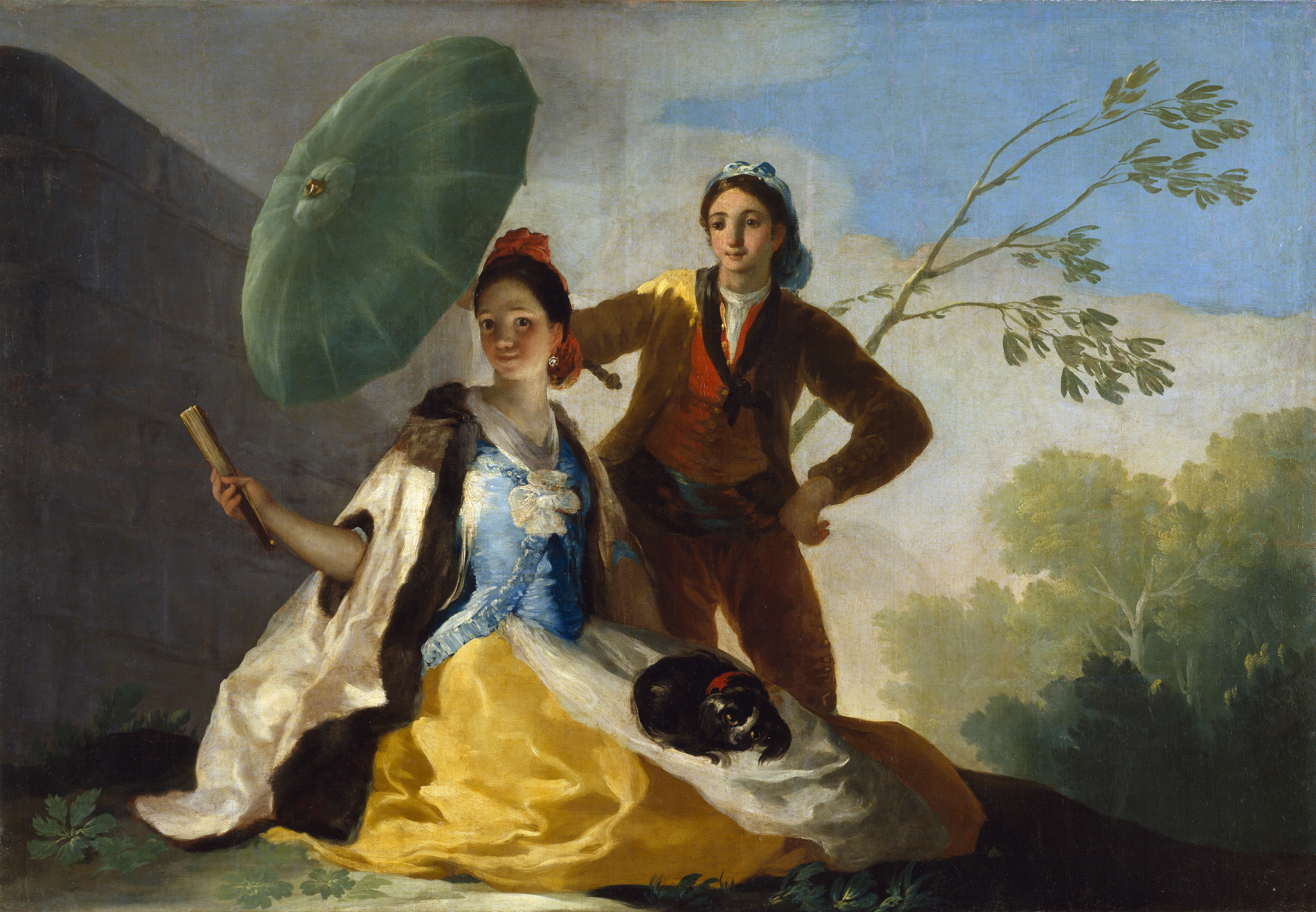
『日傘』1777年
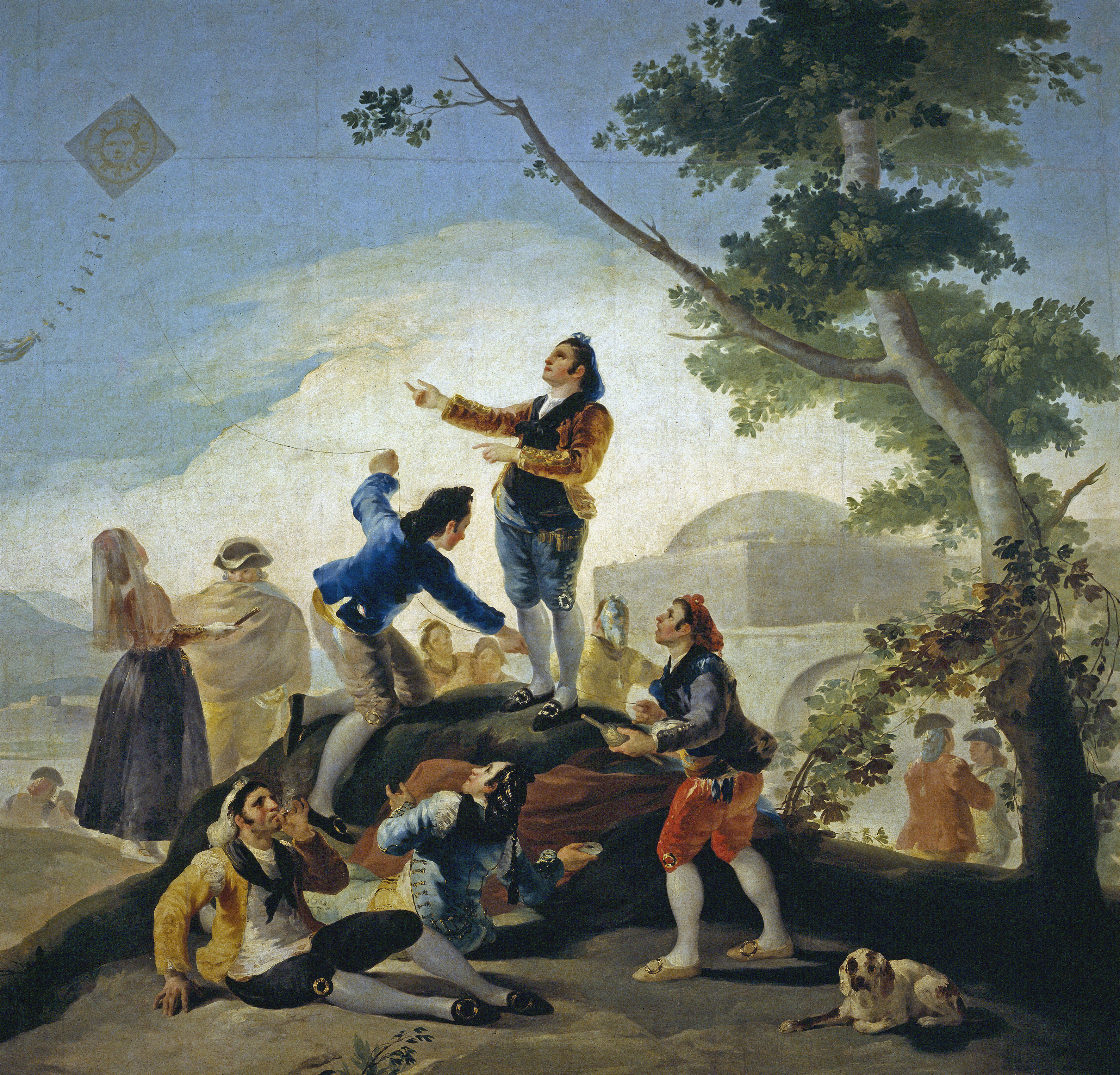
『凧上げ』1777年と1778年の間
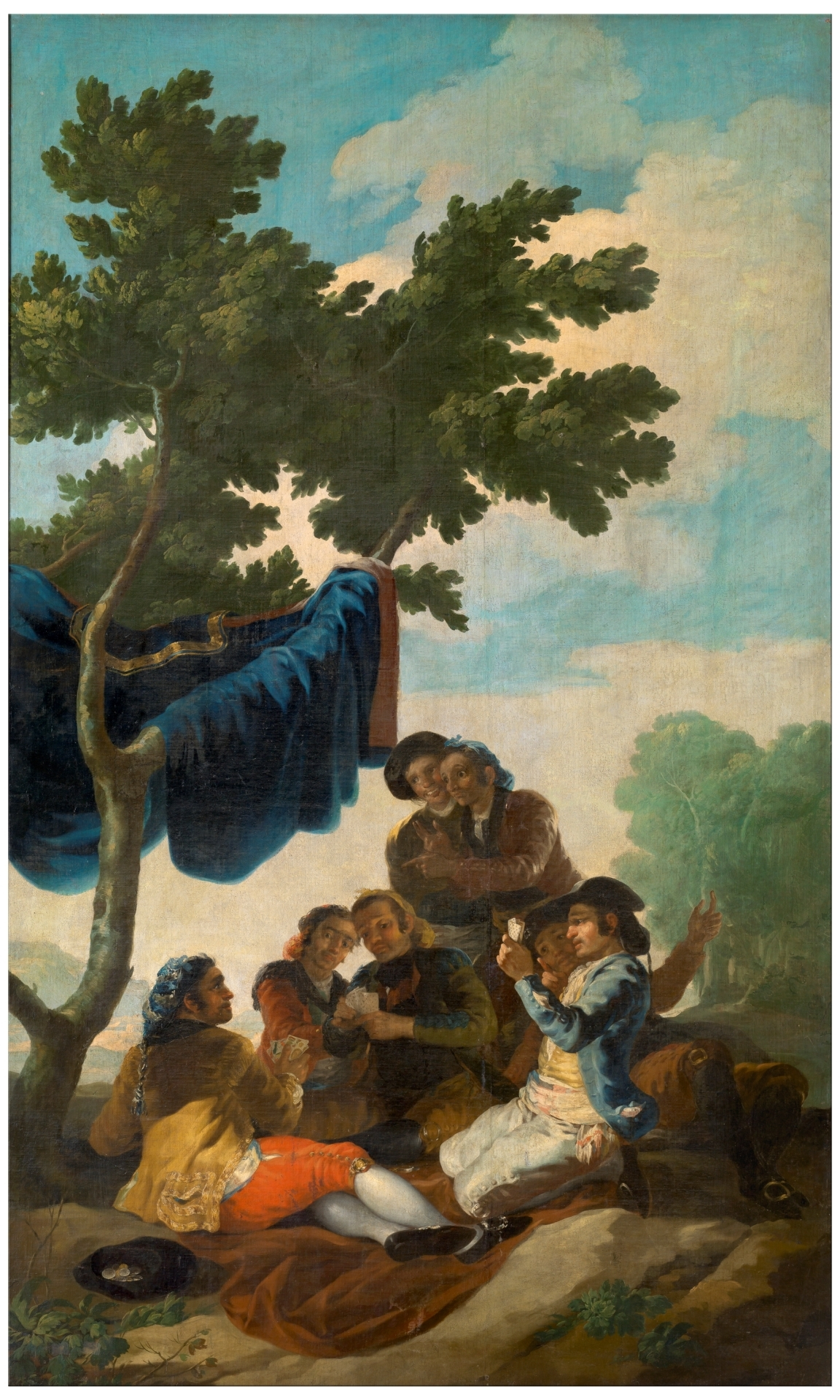
『カード遊びをする人々』1777年と1778年の間